# 云雨增八
云雨增八，即双鱼座22（22 Psc）是双鱼座的一颗恒星，视星等为+5.54，距离地球约750光年。